# O-Ringen
O O-Ringen (anteriormente conhecido como ”os 5 dias de orientacão” – 5-dagarsorientering) é uma das maiores competições mundiais de orientação, realizada anualmente na Suécia, no mês de julho, em local diferente de ano para ano.
Costumam participar uns 15 000 ou mais orientistas de todo o mundo, tanto de elite como amadores dos 7 aos 90 anos. 
Em cada uma das 100 classes existentes, é coroado um vencedor em cada etapa, e no final um vencedor do total dos cinco dias.

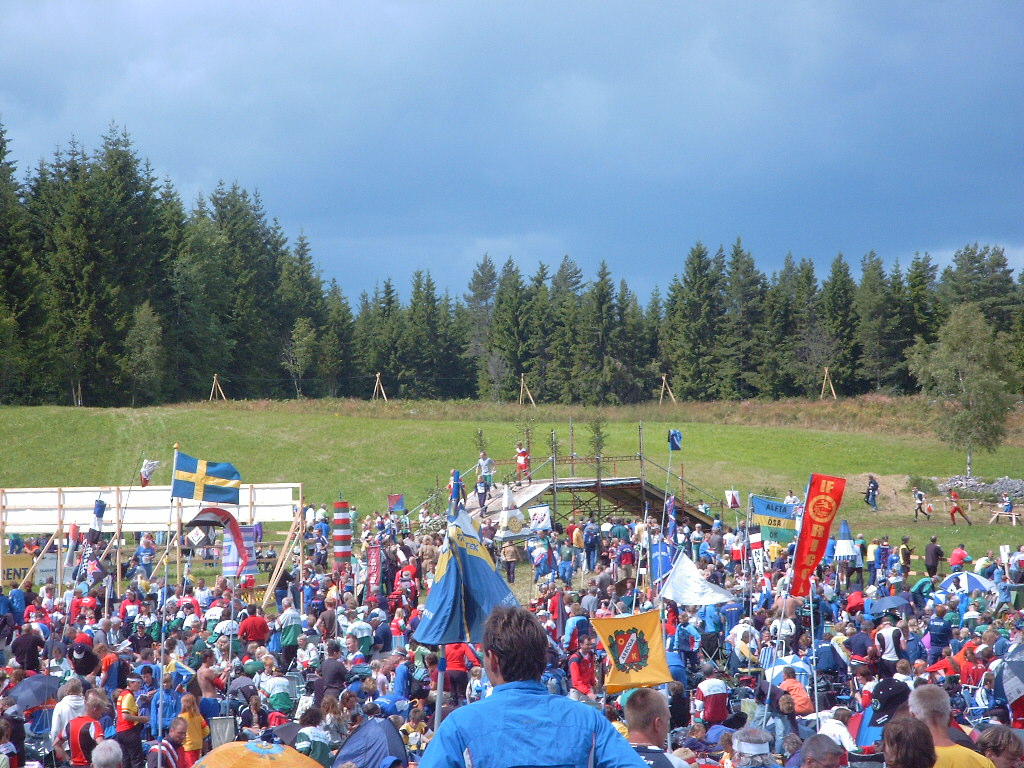
Participantes em 2005
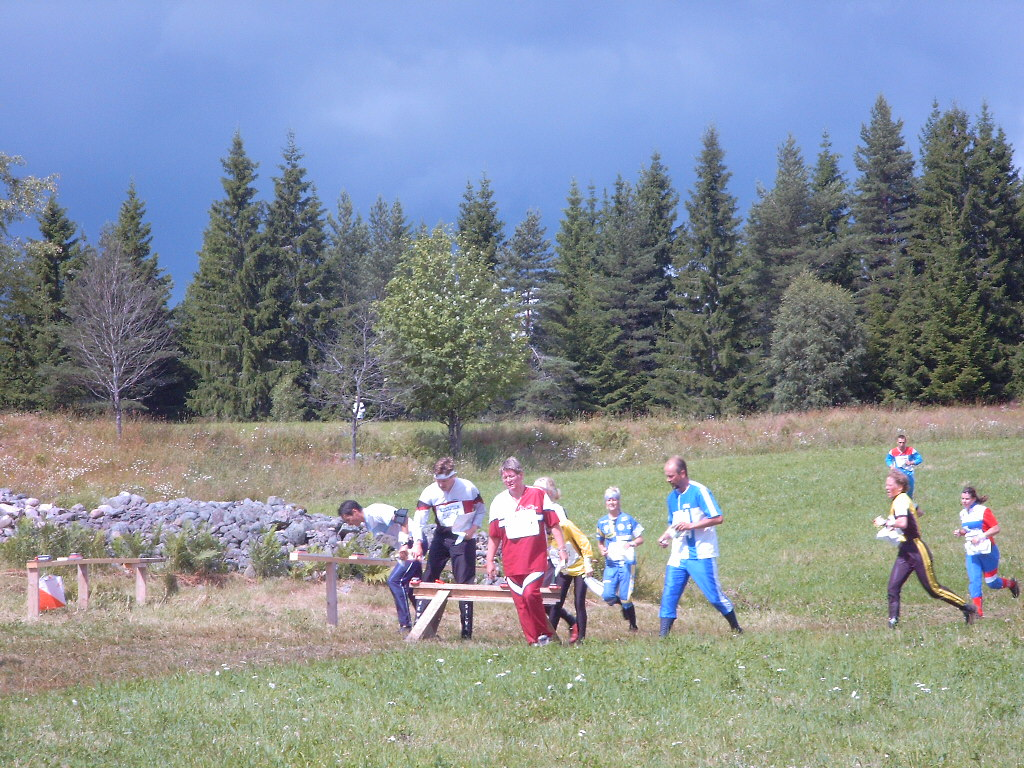
Contrôle na etapa 3
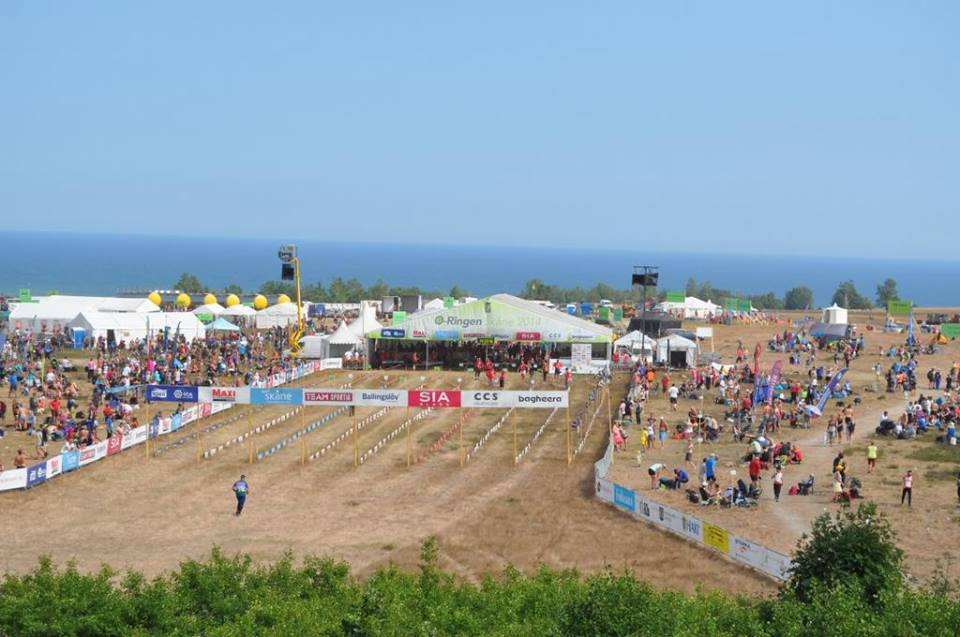
Etapa 5
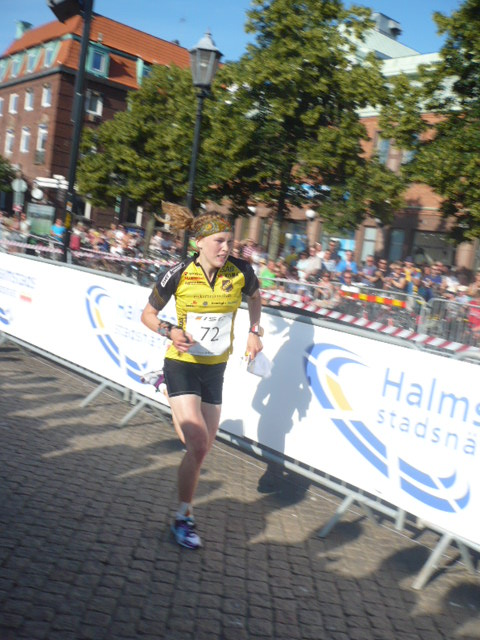
Tove Alexandersson na classe de elite em Halmstad em 2012